# وزارة التخطيط والتنمية الاقتصادية والتعاون الدولي (مصر)
وزارة التخطيط والتنمية الاقتصادية والتعاون الدولي هي الوزارة المسؤولة عن التخطيط الفعال والإدارة الكفؤ للاستثمارات العامة للدولة لتحقيق التنمية الاقتصادية المستدامة والعدالة الاجتماعية في جمهورية مصر العربية. وتغير اسمها في حكومة إبراهيم محلب الثانية إلى «وزارة التخطيط والمتابعة والإصلاح الإداري»، وفي تعديل وزارة مصطفى مدبولي في 22 ديسمبر 2019 تغير اسمها إلى «التخطيط والتنمية الاقتصادية».

## مهمة الوزارة
تعزيز التنمية الاقتصادية المستدامة والعدالة الاجتماعية من خلال التخطيط الفعال، وإدارة وتوزيع الاستثمارات العامة، ووضع الأطر اللازمة لمشاركة القطاع الخاص والمجتمع المدني في تحقيق السياسات العامة للدولة وفي تنفيذ برامجها ومشروعاتها على المستوى القومي والإقليمي مع ضمان أكبر قدر ممكن من الشفافية والمساءلة والتواصل المجتمعي.

## أهداف الوزارة
- بلورة الأهداف الاقتصادية والاجتماعية العامة للدولة من خلال صياغة الأطر الاستراتيجية للتنمية المستدامة.
- التنسيق بين خطط الوزارات الإنتاجية والخدمية متوسطة وقصيرة المدى على المستويين القومي والإقليمي على النحو الذي يحقق للتنمية الاقتصادية المستدامة والعدالة الاجتماعية.
- وضع الخطط متوسطة المدى للتنمية الاقتصادية والاجتماعية على المستوى القومي مع مراعاة البعد الجغرافي للمشروعات.
- إعداد الخطط السنوية للتنمية الاقتصادية والاجتماعية والبرامج السنوية للاستثمارات العامة موزعة قطاعياً ومكانياً بهدف تحقيق الأهداف التنموية قصيرة ومتوسطة المدى.
- وضع إطار متكامل للمتابعة الميدانية والمستمرة لمشروعات الخطة للتعرف على الإيجابيات والسلبيات التي قد تواجه تنفيذ المشروعات وإيجاد الحلول العملية لها والتنبؤ العلمي للمشكلة قبل حدوثها ووضع الحلول المناسبة لها.
- تطوير أساليب التخطيط وإجراء البحوث والدراسات الخاصة بالعملية التخطيطية.
- توفير البيانات الاقتصادية الكلية اللازمة لدعم القرارات التخطيطية، وإعداد المؤشرات وتقارير متابعة الأداء الاقتصادي والاجتماعي بصفة دورية.

## برامج عمل الوزارة
تتضمن خطة عمل وزارة التخطيط البرامج التالية:
- تطوير منظومة التخطيط في مصر.
- إعداد استراتيجيات التنمية المستدامة.
- إعداد خطط التنمية الاقتصادية والاجتماعية متوسطة الأجل.
- إعداد خطة التنمية الاقتصادية والاجتماعية السنوية.
- وضع خطة متكاملة للمشروعات القومية الكبرى.
- إعداد خطة المواطن تفعيلاً لمبدأ الشفافية والمساءلة
- تطوير خريطة جغرافية متكاملة للمعلومات تتيح كافة المعلومات عن المشروعات الاستثمارية.
- تفعيل دور المجلس القومي للأجور.
- تطوير نظام فعال للتحويلات النقدية المشروطة.
- تطوير نظام الحسابات القومية.
- تلقى المبادرات الفردية والمؤسسية اللازمة لدعم الاقتصاد المصري.

## المنشآت التابعة
- معهد التخطيط القومي
- المركز الإعلامي للوزارة
- المجلس القومى للأجور
- أكاديمية السادات للعلوم الإدارية
- بنك الاستثمار القومي
- المعهد القومي للحوكمة والتنمية المستدامة (المعهد القومي للإدارة سابقا).[1][2][3]
- مركز الابتكار الحكومي
- المركز الديموجرافي بالقاهرة
- الجهاز المركزي للتعبئة العامة والإحصاء[4]
- صندوق مصر السيادي[5][6]
- جهاز تخطيط الطاقة (سابقاً حيث ضم إلى ديوان عام الوزارة)
- جهاز تخطيط الأسعار (سابقاً حيث ضم إلى ديوان عام الوزارة).[7][8]

## الوزراء
- رانيا المشاط
- هالة حلمي السعيد.[9]
- أشرف العربي
- فايزة أبو النجا
- عثمان محمد عثمان
- كمال الجنزوري
- إبراهيم حلمي
- ظافر البشري